# Diplosoma multitestis
Diplosoma multitestis är en sjöpungsart som beskrevs av Monniot 1996. Diplosoma multitestis ingår i släktet Diplosoma och familjen Didemnidae. Inga underarter finns listade i Catalogue of Life.